# Liste der Bodendenkmäler in Baiern (Landkreis Ebersberg)
Auf dieser Seite sind die Bodendenkmäler in der oberbayerischen Gemeinde Baiern zusammengestellt. Diese Tabelle ist eine Teilliste der Liste der Bodendenkmäler in Bayern. Grundlage ist die Bayerische Denkmalliste, die auf Basis des Bayerischen Denkmalschutzgesetzes vom 1. Oktober 1973 erstmals erstellt wurde und seither durch das Bayerische Landesamt für Denkmalpflege geführt wird. Die folgenden Angaben ersetzen nicht die rechtsverbindliche Auskunft der Denkmalschutzbehörde.

## Bodendenkmäler der Gemeinde Baiern

### Bodendenkmäler im Ortsteil Baiern
| Lage              | Objekt | Akten-Nr.     | Bild |
| ----------------- | --- | ------------- | ---- |
| Baiern (Standort) | Abschnittsbefestigung des frühen Mittelalters. | D-1-8037-0016 |      |
| Baiern (Standort) | Burgstall des hohen Mittelalters (Schlossberg). | D-1-8037-0017 |      |
| Baiern (Standort) | Burgstall des hohen Mittelalters. | D-1-8037-0030 |      |
| Baiern (Standort) | Untertägige mittelalterliche und frühneuzeitliche Befunde im Bereich der Katholischen Filialkirche Mariä Geburt in Berganger und ihrer Vorgängerbauten.                          | D-1-8037-0154 |      |
| Baiern (Standort) | Untertägige frühneuzeitliche Befunde im Bereich der Votivkapelle (sog. Schwedenkapelle) bei Berganger.                                                                           | D-1-8037-0155 |      |
| Baiern (Standort) | Untertägige mittelalterliche und frühneuzeitliche Befunde im Bereich der Kirchenruine St. Jakobus in Baiern (Jakobsbaiern) und ihrer Vorgängerbauten mit aufgelassenem Friedhof. | D-1-8037-0160 |      |
| Baiern (Standort) | Untertägige frühneuzeitliche Befunde im Bereich der Katholischen Wallfahrtskapelle St. Maria in Frauenbründl und ihrer Vorgängerbauten.                                          | D-1-8037-0161 |      |
| Baiern (Standort) | Abgegangene Kirche des Mittelalters und der frühen Neuzeit (St. Jakobus in Kleinrohrsdorf) mit aufgelassenem Friedhof.                                                           | D-1-8037-0163 |      |
| Baiern (Standort) | Untertägige spätmittelalterliche und frühneuzeitliche Befunde im Bereich der Katholischen Filialkirche St. Maria in Weiterskirchen und ihrer Vorgängerbauten.                    | D-1-8037-0166 |      |
| Baiern (Standort) | Erdstall des hohen Mittelalters. | D-1-8037-0177 |      |